# Geografia dell'Unione europea

Mappa topografica dell'Unione Europea

La geografia dell'Unione europea descrive il territorio dell'entità sovranazionale che occupa gran parte del continente europeo (4.422.773 km2) e si estende dal nord-est della Finlandia, al nord-ovest dell'Irlanda, da sud-est di Cipro (geograficamente parte dell'Asia) e a sud-ovest delle exclavi spagnole lungo le coste del Mar Mediterraneo del Nordafrica. L'Unione europea comprende inoltre la Guyana francese in Sud America e numerose isole in tutto il mondo ed è complessivamente settimo territorio più esteso al mondo. Se si includono i territori d'oltremare, condivide i confini con 20 paesi.

## Geografia per stati membri
L'Unione europea conta 27 stati membri.
- Austria
- Belgio
- Bulgaria
- Repubblica Ceca
- Cipro
- Croazia
- Danimarca
- Estonia
- Finlandia
- Francia
- Germania
- Grecia
- Irlanda
- Italia
- Lettonia
- Lituania
- Lussemburgo
- Malta
- Paesi Bassi
- Polonia
- Portogallo
- Romania
- Slovacchia
- Slovenia
- Spagna
- Svezia
- Ungheria

## Geografia fisica
Gran parte dell'Unione europea è compresa nel continente europeo. L'unico stato membro che si trova completamente al di fuori dell'Europa è Cipro, appartenente geograficamente al continente asiatico. Il territorio europeo è costituito per meno della metà dall'UE poiché parti significative ad est (in particolare Russia europea, Ucraina, Bielorussia) e più piccole a nord (Norvegia, Islanda, Isole Faroe) e al centro-sud (Svizzera, parte dei Balcani) non appartengono agli Stati membri.
Si stima che la costa dell'Unione europea sia di 60.000 km di lunghezza ed è bagnata dall'Oceano Atlantico, dal Mar Mediterraneo, dal Mar Nero e dal Mar Baltico. Le catene montuose europee comprendono le Alpi, i Pirenei, i Carpazi, i Balcani e i Monti Scandinavi; la montagna più alta dell'Unione è il Monte Bianco nelle Alpi mentre le zone più basse sono il Lammefjorden in Danimarca e lo Zuidplaspolder nei Paesi Bassi, entrambi a 7 metri sotto il livello del mare. Il lago Vänern, in Svezia, è il lago più grande dell'Unione.
Numerosi territori e dipendenze d'oltremare di vari stati membri fanno formalmente anche parte dell'UE (per la Spagna: Isole Canarie, Ceuta e Melilla; per il Portogallo: le Azzorre e Madera; per la Francia: l'isola di Riunione, la Guyana francese, la Martinica, la Guadalupa, Mayotte e Saint Martin) mentre in altri casi i territori associati agli stati membri non fanno parte dell'UE (per la Danimarca: la Groenlandia e le Isole Faroe; per i Paesi Bassi: Aruba, Curaçao, Sint Maarten e i Paesi Bassi caraibici; per la Francia: la Polinesia francese, la Nuova Caledonia, Wallis e Futuna, Saint-Pierre e Miquelon, Saint-Barthélemy, Clipperton e le Terre australi e antartiche francesi).

Unione Europea
Dipendenze di stati membri non appartenenti alla UE

     Unione Europea
     Dipendenze di stati membri non appartenenti alla UE

### Geologia
La caratteristica più significativa dell'Europa è la dicotomia tra gli altopiani spesso montagnosi dell'Europa meridionale e la vasta pianura settentrionale, parzialmente sommersa, che va da ovest dalle Isole britanniche alla Polonia, a est. Queste due metà sono separate dalle catene montuose dei Pirenei, delle Alpi, dei Carpazi e dei Balcani. Le pianure settentrionali sono delimitate a ovest dalle montagne scandinave. I principali corpi idrici poco profondi che sommergono parti della pianura settentrionale sono il Mar Celtico, il Mare del Nord, il complesso del Mar Baltico e il Mare di Barents. 

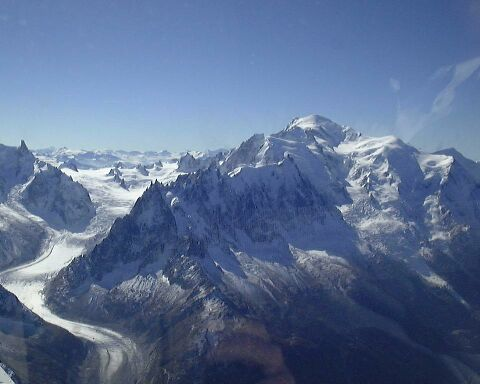
Monte Bianco (Francia, Italia)

 La pianura settentrionale contiene il vecchio continente geologico di Baltica, e quindi può essere considerato il "continente principale", mentre gli altopiani periferici e le regioni montuose del sud e dell'ovest costituiscono frammenti di vari altri continenti geologici.
La geologia dell'Europa è estremamente varia e complessa e dà origine a una grande varietà di paesaggi in tutto il continente.

### Clima

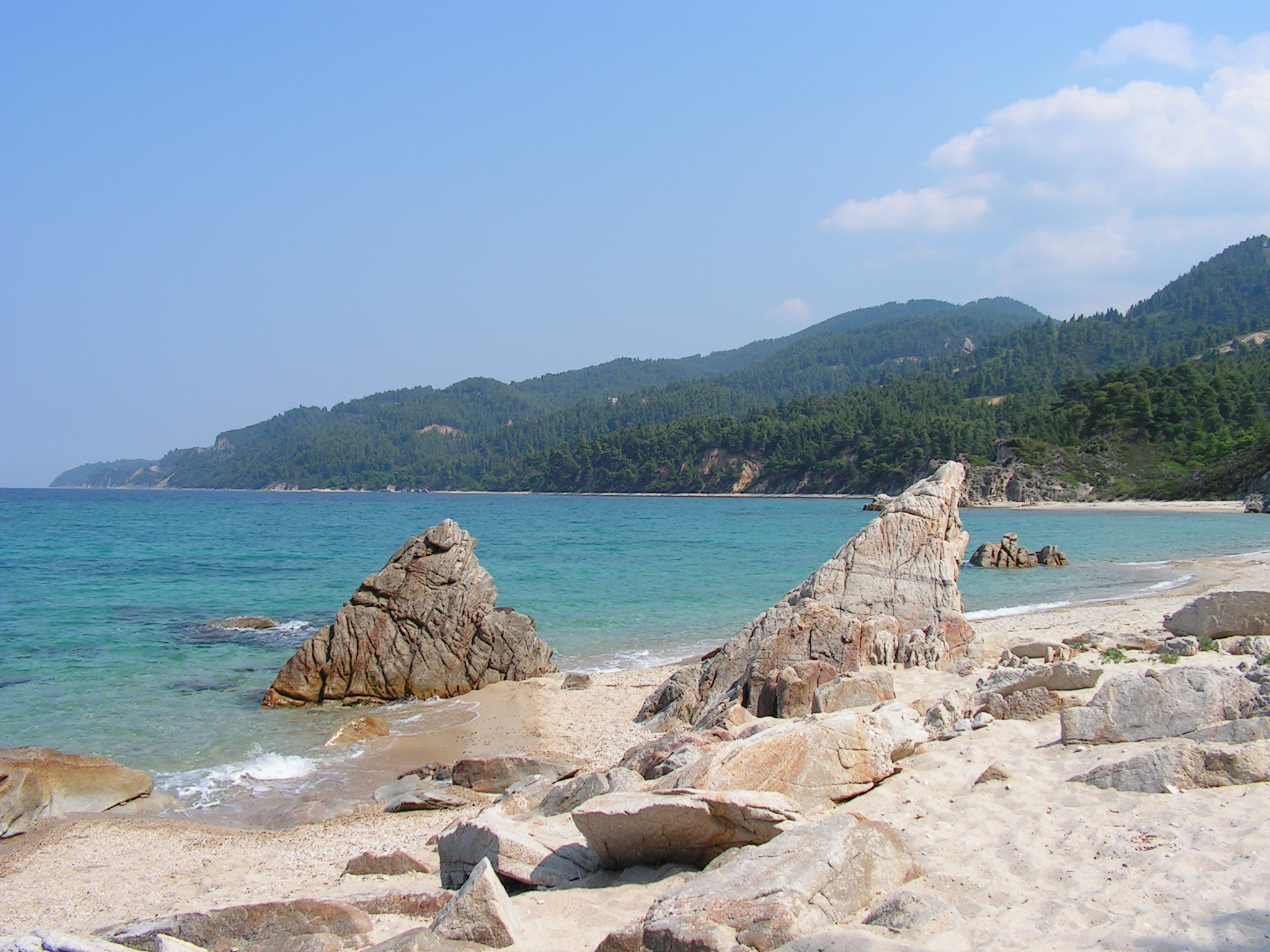
22 paesi membri sono influenzati clima oceanico (Mediterraneo, Grecia)

Il clima dell'Unione europea è di tipo temperato e continentale, con un clima marittimo prevalente sulle coste occidentali e un clima mediterraneo a sud. Il clima è fortemente condizionato dalla Corrente del Golfo, che mitiga la regione occidentale a livelli irraggiungibili a latitudini simili in altri continenti. Il clima dell'Europa occidentale è oceanico, mentre nell'Europa orientale è continentale e secco. Nell'Europa occidentale subentrano le quattro stagioni, mentre l'Europa meridionale è anche caratterizzata maggiormente da una stagione umida e una stagione secca. Il clima del sud Europa è caldo e secco durante i mesi estivi. Le precipitazioni più intense si verificano nelle regioni occidentali, con quantità maggiori anche nelle Alpi. I tornado si verificano in Europa, ma tendono ad essere deboli. I Paesi Bassi registrano un numero sproporzionatamente elevato di eventi tornadici.
Comprendendo i territori d'oltremare degli Stati membri, l'UE presenta una grande varietà di fasce climatiche, dal clima artico a quello tropicale. La maggior parte della popolazione vive in aree con un clima mediterraneo (Europa meridionale), in un clima marittimo temperato (Europa occidentale) o un caldo clima estivo continentale o emiboreale (negli Stati membri orientali). 

### Fiumi

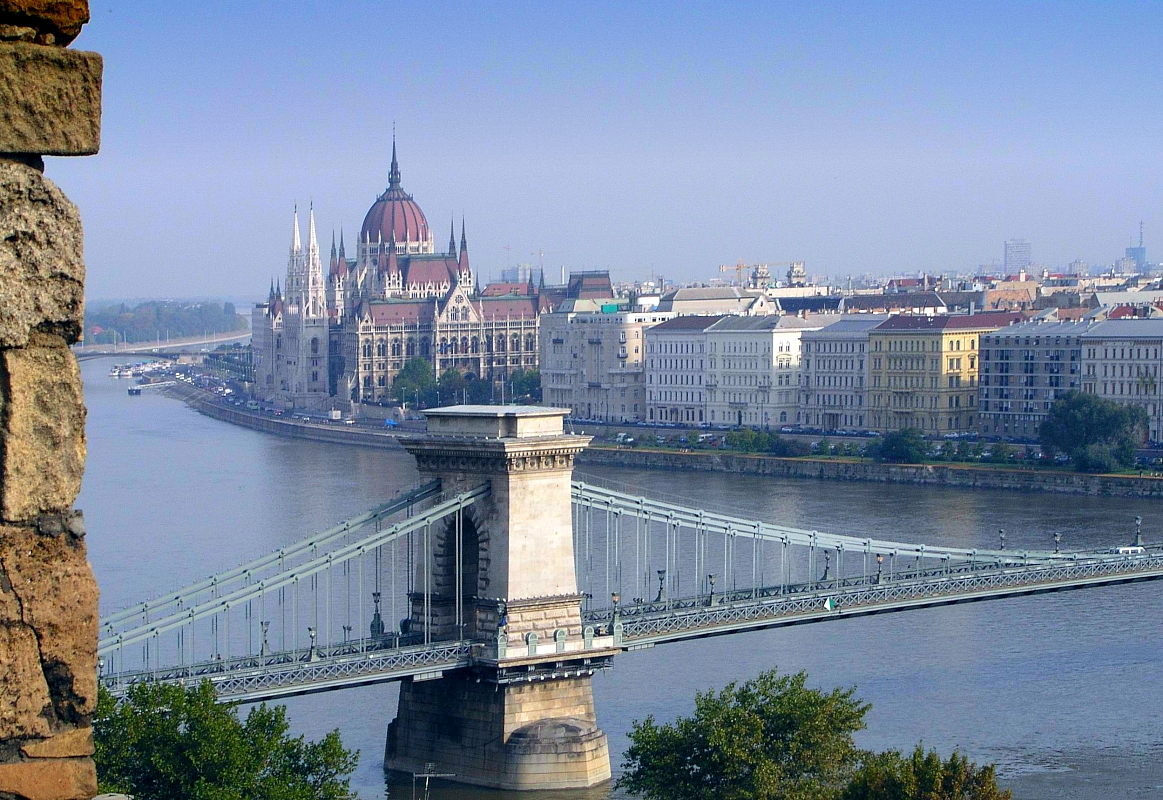
Il Danubio (nella foto a Budapest), è il fiume più lungo dell'Unione Europea.

I fiumi dell'Unione Europea, escluse le regioni d'oltremare, più lunghi di 1000 km sono, in ordine di lunghezza, il Danubio, il Reno, l'Elba, la Vistola, la Daugava, la Loira, il Tago. Tra i restanti fiumi menzioniamo l'Oder,la Senna, il Rodano, l'Ebro, il Po e tre affluenti del Danubio, la Sava, il Tibisco e il Prut.

#### I fiumi dell'Unione Europea per portata delle acque
1. Danubio - 6.450 m³ / s
2. Reno - 2.315 m³ / s  (Waal - 1.500 m³ / s come principale effluente del Reno)
3. Rodano - 1.900 m³ / s
4. * Sava - 1.609 m³ / s (affluente del Danubio)
5. Po - 1.460 m³ / s (il fiume più grande d'Italia)
6. Vistola - 1.080 m³ / s
7. Loira - 889 m³ / s
8. * Tisza - 863 m³ / s (affluente del Danubio)
9. Elba - 860 m³ / s
10. * Inn - 735 m³ / s (affluente del Danubio)

## Geografia umana

### Demografia
Lo stato membro più popoloso dell'Unione è la Germania, con una stima di 82.1 milioni di persone, mentre quello meno popoloso è Malta con circa 400.000 abitanti. I tassi di natalità nell'UE sono bassi e una donna ha in media 1,6 figli. Il più alto tasso di natalità è nella Repubblica di Irlanda con 16.876 nascite per mille persone all'anno e in Francia con 13.013 nascite per mille persone all'anno. La Germania ha il più basso tasso di natalità in Europa con 8.221 nascite per mille persone all'anno. La popolazione dell'UE è altamente urbanizzata, con circa il 75% degli abitanti che vivono nelle aree urbane dal 2006. Le città sono ampiamente distribuite in tutta l'UE con un grande gruppo all'interno e intorno al Benelux. 
| Stato membro    | Popolazione | Popolazione  | Land Superficie | Land Superficie | Densità di popolazione persone/km2 |
| Stato membro    | No.         | % del totale | (km2)           | % del totale UE | Densità di popolazione persone/km2 |
| --------------- | ----------- | ------------ | --------------- | --------------- | ---------------------------------- |
| Austria         | 8.507.786   | 1.68%        | 83,858          | 1.9%            | 99.7                               |
| Belgio          | 11.203.992  | 2.21%        | 30,510          | 0.7%            | 352.0                              |
| Bulgaria        | 7.245.677   | 1.43%        | 110,912         | 2.5%            | 68.5                               |
| Repubblica Ceca | 10.512.419  | 2.07%        | 78,866          | 1.8%            | 132.8                              |
| Cipro           | 858.000     | 0.17%        | 9,250           | 0.2%            | 86.6                               |
| Croatia         | 4.246.700   | 0.84%        | 56,594          | 1.3%            | 75.8                               |
| Danimarca       | 5.627.235   | 1.11%        | 43,094          | 1.0%            | 128.1                              |
| Estonia         | 1.315.819   | 0.26%        | 45,226          | 1.0%            | 29.6                               |
| Finlandia       | 5.451.270   | 1.07%        | 337,030         | 7.6%            | 15.8                               |
| Francia         | 65.856.609  | 12.98%       | 643,548         | 14.6%           | 99.6                               |
| Germania        | 80.780.000  | 15.92%       | 357,021         | 8.1%            | 229.9                              |
| Grecia          | 10.992.589  | 2.17%        | 131,957         | 3.0%            | 85.4                               |
| Irlanda         | 4.604.029   | 0.91%        | 70,280          | 1.6%            | 64.3                               |
| Italia          | 60.782.668  | 11.98%       | 301,320         | 6.8%            | 200.4                              |
| Lettonia        | 2.001.468   | 0.39%        | 64,589          | 1.5%            | 35.0                               |
| Lituania        | 2.943.472   | 0.58%        | 65,200          | 1.5%            | 51.4                               |
| Lussemburgo     | 549.680     | 0.11%        | 2,586           | 0.1%            | 190.1                              |
| Malta           | 425.384     | 0.08%        | 316             | 0.0%            | 1,305.7                            |
| Paesi Bassi     | 16.829.289  | 3.32%        | 41,526          | 0.9%            | 396.9                              |
| Polonia         | 38.495.659  | 7.59%        | 312,685         | 7.1%            | 121.9                              |
| Portogallo      | 10.427.301  | 2.05%        | 92,931          | 2.1%            | 114.4                              |
| Romania         | 19.942.642  | 3.93%        | 238,391         | 5.4%            | 90.2                               |
| Slovacchia      | 5.415.949   | 1.07%        | 48,845          | 1.1%            | 110.8                              |
| Slovenia        | 2.061.085   | 0.41%        | 20,253          | 0.5%            | 101.4                              |
| Spagna          | 46.507.760  | 9.17%        | 504,782         | 11.4%           | 93.4                               |
| Svezia          | 9.644.864   | 1.90%        | 449,964         | 10.2%           | 20.6                               |
| Ungheria        | 9.879.000   | 1.95%        | 93,030          | 2.1%            | 107.8                              |
| UE              | 507.416.607 | 100.00%      | 4,324,782       | 100.0%          | 116.0                              |

### Le città più grandi
L'Unione europea ha più città globali di qualsiasi altra regione del mondo. Sono più di 16 le città con una popolazione superiore al milione di abitanti. Le regioni densamente popolate che non hanno un solo nucleo ma che sono emerse dal collegamento di diverse città e che ora comprendono vaste aree metropolitane sono il Reno-Ruhr con circa 11,5 milioni di abitanti (Colonia, Düsseldorf, et al.), Randstad ca. 7 milioni (Amsterdam, Rotterdam, L'Aia e altri), il diamante fiammingo ca. 5,5 milioni, Francoforte sul Meno-Meno ca. 4 milioni (Francoforte, Wiesbaden et al.) e l'area industriale dell'Alta Slesia ca. 3,5 milioni. (Katowice, Sosnowiec et al.).
|  |  |  |
|  |  |  |

## Ambiente

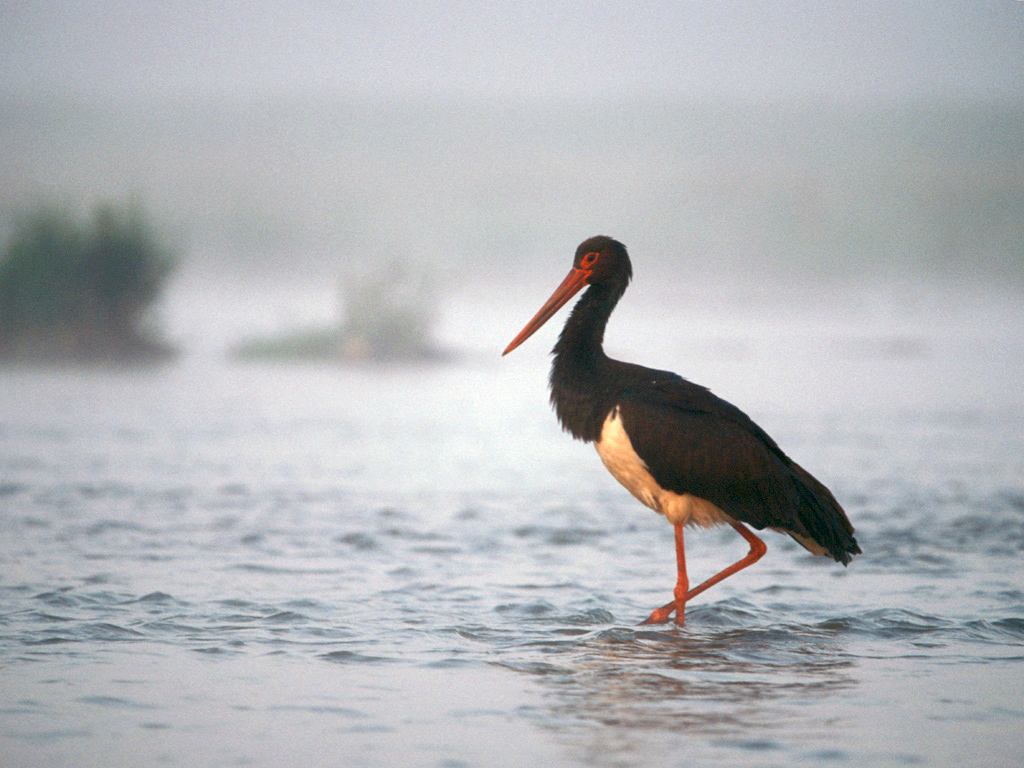
La cicogna nera, specie protetta ai sensi del regolamento (CE) n. 338/97

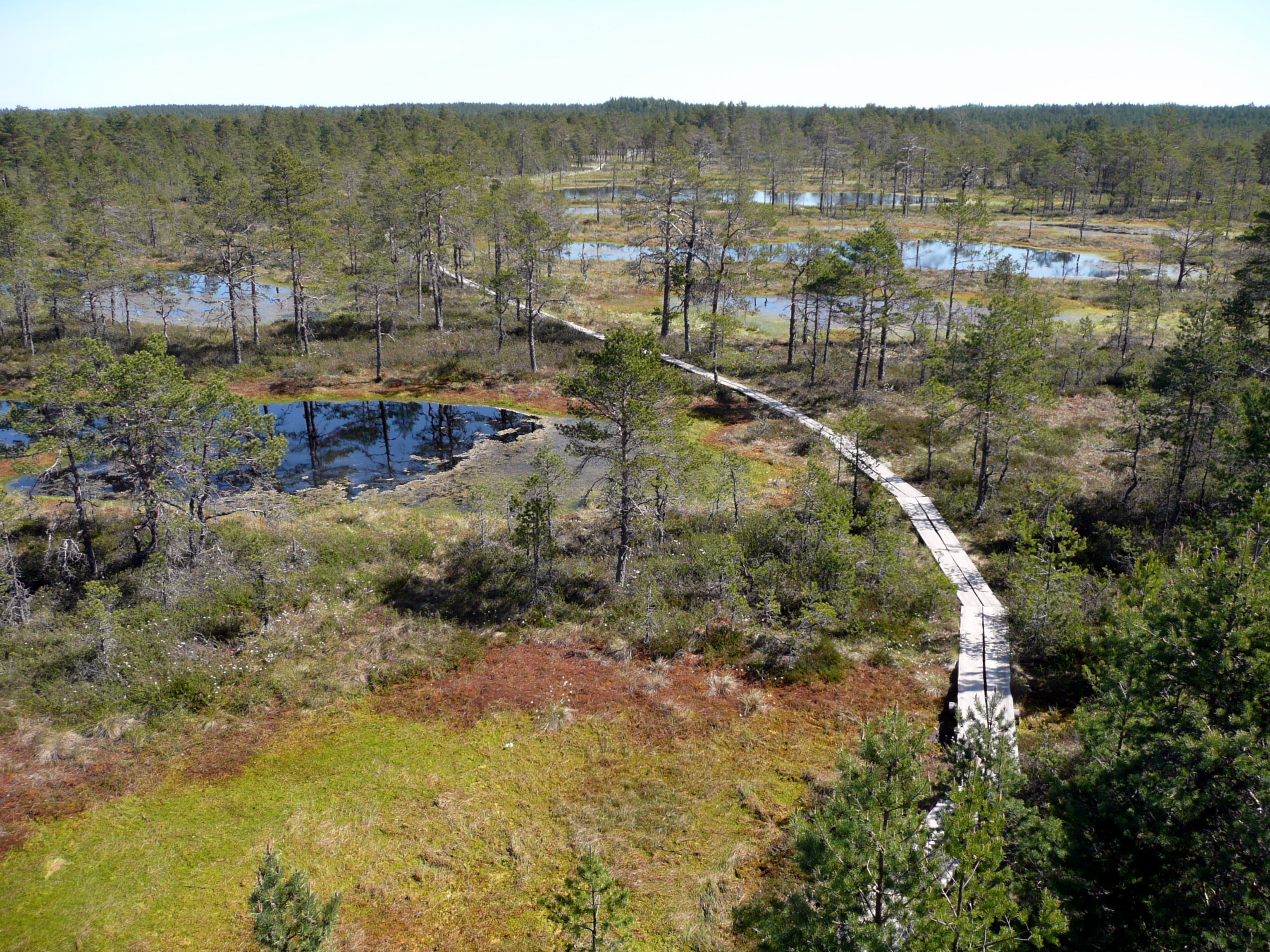
Viru Bog nel Parco Nazionale di Lahemaa in Estonia

Nel 1957, quando fu fondata l'UE, non esisteva una politica o legge ambientale. Oggi l'UE presenta alcune delle politiche ambientali più progressiste di qualsiasi stato del mondo. La politica ambientale dell'UE si è quindi sviluppata in modo notevole negli ultimi quattro decenni. È emersa una rete sempre più densa di legislazione, che ora si estende a tutte le aree di protezione ambientale, tra cui: controllo dell'inquinamento atmosferico, protezione delle acque, gestione dei rifiuti, conservazione della natura e controllo dei prodotti chimici, biotecnologia e altri rischi industriali. L'Istituto per la politica ambientale europea stima che il corpus della legislazione ambientale dell'UE ammonta a oltre 500 direttive, regolamenti e decisioni. La politica ambientale è quindi diventata un'area centrale della politica europea.